# Liste der Biografien/Delv
Liste der Biografien |
Portal Biografien |
Personensuche
# |
A |
B |
C |
D |
E |
F |
G |
H |
I |
J |
K |
L |
M |
N |
O |
P |
Q |
R |
S |
T |
U |
V |
W |
X |
Y |
Z |
?
 
Da |
Db |
Dc |
Dd |
De |
Dg |
Dh |
Di |
Dj |
Dk |
Dl |
Dm |
Dn |
Do |
Dq |
Dr |
Ds |
Du |
Dv |
Dw |
Dy |
Dz
 
De A |
De B |
De C |
De D |
De E |
De F |
De G |
De H |
De J |
De K |
De L |
De M |
De N |
De P |
De Q |
De R |
De S |
De T |
De V |
De W |
De Y |
De Z 

Dea |
Deb |
Dec |
Ded |
Dee |
Def |
Deg |
Deh |
Dei |
Dej |
Dek |
Del |
Dem |
Den |
Deo |
Dep |
Deq |
Der |
Des |
Det |
Deu |
Dev |
Dew |
Dex |
Dey |
Dez
 
Dela |
Delb |
Delc |
Deld |
Dele |
Delf |
Delg |
Delh |
Deli |
Delj |
Delk |
Dell |
Delm |
Deln |
Delo |
Delp |
Delr |
Dels |
Delt |
Delu |
Delv |
Delw |
Dely |
Delz
Die Liste der Biografien führt alle Personen auf, die in der deutschsprachigen Wikipedia einen Artikel haben. Dieses ist eine Teilliste mit 28 Einträgen von Personen, deren Namen mit den Buchstaben „Delv“ beginnt.

## Delv

### Delva
- Delva, Wildens (* 1991), britischer Fußballspieler der Turks- und Caicosinseln
- Delvalle, Casiano (* 1970), paraguayischer Fußballtorhüter
- Delvalle, Eric Arturo (1937–2015), 40. Staatspräsident von Panama
- Delvard, Marya (1874–1965), Diseuse, Chansonnière und Schauspielerin
- Delvart, Maurice (1899–1986), französischer Sprinter
- Delvau, Alfred (1825–1869), französischer Schriftsteller
- Delvaux, André (1926–2002), belgischer Filmregisseur
- Delvaux, Anne (* 1970), belgische Journalistin, Moderatorin und Politikerin (cdH), MdEP
- Delvaux, Jean-Luc (* 1970), belgischer Comiczeichner
- Delvaux, Laurent (1695–1778), niederländischer Bildhauer
- Delvaux, Louis (1895–1976), belgischer Jurist, Journalist und Politiker
- Delvaux, Paul (1897–1994), belgischer Maler des Surrealismus
- Delvaux-Stehres, Mady (* 1950), luxemburgische Politikerin, Mitglied der Chambre, MdEP

### Delve
- Delvecchio, Alex (1931–2025), kanadischer Eishockeyspieler, -trainer und -funktionär
- Delvecchio, Marco (* 1973), italienischer FußballspielerMarco Delvecchio (* 1973)

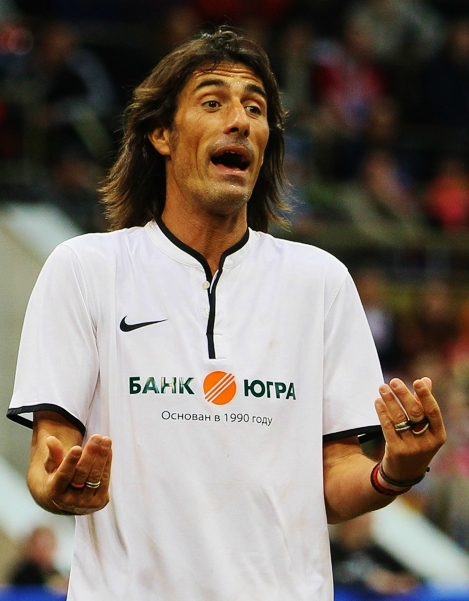
Marco Delvecchio (* 1973)

- Delventhal, Rainer (* 1945), deutscher Schauspieler, Theaterregisseur und Hörspielsprecher
- Delves, John († 1471), englischer Ritter

### Delvi
- Delvigne, Henri Gustave (1800–1876), französischer Armeeoffizier
- Delville, Jean (1867–1953), belgischer Maler, Okkultist und Theosoph
- Delville, Jean-Pierre (* 1951), belgischer Geistlicher, Bischof von Lüttich
- Delvin, Jean (1853–1922), belgischer Maler
- Delvina, Sulejman (1884–1933), albanischer Politiker
- Delvincourt, Claude (1888–1954), französischer Komponist
- Delvingt, Guy (* 1958), französischer Judoka
- Delvingt, Virginie (* 1971), französische Badmintonspielerin
- Delvingt, Yves (* 1953), französischer Judoka

### Delvo
- Delvoye, Wim (* 1965), belgischer zeitgenössischer Künstler (Installationen, Objekte, Malerei)

### Delvy
- Delvy, Richard (1942–2010), amerikanischer Surf-Schlagzeuger, Produzent und Verleger